# 오트피레네주의 캉통
프랑스 오트피레네주에는 총 17개의 캉통이 속해 있다. 2015년 3월 행정구역 총개편으로 인해 현재는 다음과 같이 설치되어 있다.
- 오레일랑
- 보르데레쉬르레셰즈
- 레코토
- 라오트비고르
- 루르드 1
- 루르드 2
- 모양아두르
- 네스트오르에루롱
- 오쇵
- 타르브 1
- 타르브 2
- 타르브 3
- 발다두르뤼스탕마디라네
- 라발레드라로제데바이즈
- 라발레드라바루스
- 라발레데가브
- 비캉비고르